# Tîha, Starîi Sambir
Tîha (în ucraineană Тиха) este un sat în comuna Velîkosillea din raionul Starîi Sambir, regiunea Liov, Ucraina.

## Demografie
Componența lingvistică a localității Tîha
     Ucraineană (100%)
Conform recensământului din 2001, toată populația localității Tîha era vorbitoare de ucraineană (100%).